# Golden Raspberry Awards 2000
De Golden Raspberry Awards 2000 was het 21e evenement rondom de uitreiking van de Golden Raspberry Awards. De uitreiking werd gehouden op 25 maart 2001 in het Radisson-Huntley Hotel in Santa Monica, Californië voor de slechtste prestaties binnen de filmindustrie van 2000.
Grote “winnaar” dit jaar was de sciencefictionfilm Battlefield Earth. Deze film won in alle zeven categorieën waarvoor hij was genomineerd.

## Genomineerden en winnaars
| "Winnaar"* |

| Categorie | Nominaties |
| --- | ---------- |
| Slechtste film |            |
| Battlefield Earth (Warner Bros.)                                                                                       |            |
| Book of Shadows: Blair Witch 2 (Artisan)                                                                               |            |
| Little Nicky (New Line)                                                                                                |            |
| The Flintstones in Viva Rock Vegas (Universal)                                                                         |            |
| The Next Best Thing (Paramount)                                                                                        |            |
| Slechtste acteur |            |
| John Travolta in Battlefield Earth en Lucky Numbers                                                                    |            |
| Adam Sandler in Little Nicky                                                                                           |            |
| Arnold Schwarzenegger (als de echte Adam Gibson) in The 6th Day                                                        |            |
| Leonardo DiCaprio in The Beach                                                                                         |            |
| Sylvester Stallone in Get Carter                                                                                       |            |
| Slechtste actrice |            |
| Madonna in The Next Best Thing                                                                                         |            |
| Bette Midler in Isn't She Great                                                                                        |            |
| Demi Moore in Passion of Mind                                                                                          |            |
| Kim Basinger in Bless the Child en I Dreamed of Africa                                                                 |            |
| Melanie Griffith in Cecil B. Demented                                                                                  |            |
| Slechtste mannelijke bijrol                                                                                            |            |
| Barry Pepper in Battlefield Earth                                                                                      |            |
| Arnold Schwarzenegger (als de kloon van Adam Gibson) in The 6th Day                                                    |            |
| Benjamin Bratt in The Next Best Thing                                                                                  |            |
| Forest Whitaker in Battlefield Earth                                                                                   |            |
| Stephen Baldwin in The Flintstones in Viva Rock Vegas                                                                  |            |
| Slechtste vrouwelijke bijrol                                                                                           |            |
| Kelly Preston in Battlefield Earth                                                                                     |            |
| Joan Collins in The Flintstones in Viva Rock Vegas                                                                     |            |
| Patricia Arquette in Little Nicky                                                                                      |            |
| Rene Russo in The Adventures of Rocky & Bullwinkle                                                                     |            |
| Thandie Newton in Mission: Impossible II                                                                               |            |
| Slechtste schermkoppel                                                                                                 |            |
| John Travolta en iedereen die het scherm met hem deelde in Battlefield Earth                                           |            |
| Arnold Schwarzenegger (als de echte Adam Gibson) & Arnold Schwarzenegger (als de kloon van Adam Gibson) in The 6th Day |            |
| Elke twee acteurs uit Book of Shadows: Blair Witch 2                                                                   |            |
| Madonna en of Rupert Everett of Benjamin Bratt in The Next Best Thing                                                  |            |
| Richard Gere & Winona Ryder in Autumn in New York (MGM voor UA)                                                        |            |
| Slechtste regisseur |            |
| Roger Christian voor Battlefield Earth                                                                                 |            |
| Brian De Palma voor Mission to Mars                                                                                    |            |
| Joe Berlinger voor Book of Shadows: Blair Witch 2                                                                      |            |
| John Schlesinger voor The Next Best Thing                                                                              |            |
| Steven Brill voor Little Nicky                                                                                         |            |
| Slechtste scenario |            |
| Battlefield Earth door Corey Mandell and J.D. Shapiro, gebaseerd op de roman van L. Ron Hubbard                        |            |
| Book of Shadows: Blair Witch 2 door Daniel Myrick, Eduardo Sánchez, Dick Beebe en Joe Berlinger                        |            |
| Little Nicky door Tim Herlihy, Adam Sandler en Steven Brill                                                            |            |
| Dr. Seuss' How the Grinch Stole Christmas door Jeffrey Price en Peter S. Seaman                                        |            |
| The Next Best Thing door Tom Ropelewski                                                                                |            |
| Slechtste remake of vervolg                                                                                            |            |
| Book of Shadows: Blair Witch 2                                                                                         |            |
| Get Carter |            |
| Mission: Impossible II'                                                                                                |            |
| Dr. Seuss' How the Grinch Stole Christmas                                                                              |            |
| The Flintstones in Viva Rock Vegas                                                                                     |            |

1980 ·
1981 ·
1982 ·
1983 ·
1984 ·
1985 ·
1986 ·
1987 ·
1988 ·
1989 ·
1990 ·
1991 ·
1992 ·
1993 ·
1994 ·
1995 ·
1996 ·
1997 ·
1998 ·
1999 ·
2000 ·
2001 ·
2002 ·
2003 ·
2004 ·
2005 ·
2006 ·
2007 ·
2008 ·
2009 ·
2010 ·
2011 ·
2012 ·
2013 ·
2014 ·
2015 ·
2016 ·
2017 ·
2018 ·
2019 ·
2020 ·
2021 ·
2022 ·
2023 ·
2024